# Украдене серце
«Украдене серце» (ісп. Pálpito) — колумбійський драматичний трилер 2022-2023 рр. Прем'єра серіалу відбулася на Netflix 20 квітня 2022 року.

## Сюжет

### Сезон 1 (2022)
Чоловік прагне помститися організації з торгівлі людськими органами, що причетна до смерті його дружини. Він заводить роман із жінкою, якій пересадили серце загиблої.

### Сезон 2 (2023)
Після інсценування своєї смерті та втечі з країни Каміла вимушено повертається в хаос, який вона залишила позаду. Але тепер усе набагато гірше.

## Актори та ролі
| Актор                | Роль         |
| -------------------- | ------------ |
| Мішель Браун         | Симон        |
| Ана Люсія Домінґес   | Каміла       |
| Себастьян Мартінес   | Закаріас     |
| Маргарита Муньос     | Валерія      |
| Мойзес Арізменді     | Маріачі      |
| Валерія Еміліані     | Саманта      |
| Хуліан Чераті        | Томас        |
| Хуан Фернандо Санчес | Сарм'єнто    |
| Маурісіо Кухар       | Брауліо      |
| Жаклін Ареналь       | Грета Волкан |

## Сезони
| Сезон | Епізоди | Епізоди | Оригінальний показ | Оригінальний показ | Оригінальний показ |
| Сезон | Епізоди | Епізоди | Перший показ       | Останній показ     | Мережа             |
| ----- | ------- | ------- | ------------------ | ------------------ | ------------------ |
| 1     | 14      | 14      | 20 квітня 2022     | 20 квітня 2022     | Netflix            |
| 2     | 10      | 10      | 19 квітня 2023     | 19 квітня 2023     | Netflix            |

## Список серій

### Сезон 1 (2022)
| № | #  | Назва                                                                 | Режисер     | Сценарист                                                        | Перший ефір    |
| --- | -- | --------------------------------------------------------------------- | ----------- | ---------------------------------------------------------------- | -------------- |
| 1 | 1  | «Щастя не вічне» «La felicidad no es redonda»                         | Камило Вега | Леонардо Падрон, Доріс Сегуї, Крістіан Хіменес, Карлос Е. Кастро | 20 квітня 2022 |
| Після романтичної ночі Сімон і Валерія потрапляють в автокатастрофу, і жінку викрадають. У Каміли стається серцевий напад у день весілля.                                |    |                                                                       |             |                                                                  |                |
| 2 | 2  | «Гість у моєму тілі» «Un huésped dentro de mi cuerpo»                 | Камило Вега | Леонардо Падрон, Доріс Сегуї, Крістіан Хіменес, Карлос Е. Кастро | 20 квітня 2022 |
| Хтось телефонує Сімону й повідомляє, де знайти Валерію. Каміла допитується про свого донора. Закаріас запускає кампанію Карденаса.                                       |    |                                                                       |             |                                                                  |                |
| 3 | 3  | «Пошук» «La búsqueda»                                                 | Камило Вега | Леонардо Падрон, Доріс Сегуї, Крістіан Хіменес, Карлос Е. Кастро | 20 квітня 2022 |
| Після випадкової зустрічі між Камілою та Сімоном спалахує іскра. Нічні кошмари змушують Камілу шукати правду про свого донора. Сімон бере розслідування у свої руки.     |    |                                                                       |             |                                                                  |                |
| 4 | 4  | «Це серце не мало бути твоїм» «Ese corazón nunca debió ser tuyo»      | Камило Вега | Леонардо Падрон, Доріс Сегуї, Крістіан Хіменес, Карлос Е. Кастро | 20 квітня 2022 |
| Рентерія й Сімон розслідують зачіпку. Каміла звертається до шамана. Закаріас зосереджується на пошуках дружини для Карденаса. Саманта знайомиться з хуліганом Томасом.   |    |                                                                       |             |                                                                  |                |
| 5 | 5  | «Організація» «La organización»                                       | Камило Вега | Леонардо Падрон, Доріс Сегуї, Крістіан Хіменес, Карлос Е. Кастро | 20 квітня 2022 |
| Каміла опиняється в лікарні. Сімон дізнається від Карли про останні миті життя Валерії. Сарм’єнто шантажує Закаріаса, щоб примусити до співпраці.                        |    |                                                                       |             |                                                                  |                |
| 6 | 6  | «Кінці у воду» «Sin cabos sueltos»                                    | Камило Вега | Леонардо Падрон, Доріс Сегуї, Крістіан Хіменес, Карлос Е. Кастро | 20 квітня 2022 |
| Сімон вимагає відповідей від доктора Роблеса. Карденас маніпулює Гретою, використовуючи таємницю з її минулого. Зустріч Каміли з дітьми Сімона проходить дуже емоційно.  |    |                                                                       |             |                                                                  |                |
| 7 | 7  | «Ключовий момент» «Un momento crucial»                                | Камило Вега | Леонардо Падрон, Доріс Сегуї, Крістіан Хіменес, Карлос Е. Кастро | 20 квітня 2022 |
| Каміла наймає хакера, щоб докопатися до істини. Закаріас змушений укласти союз із Сарм’єнто. Рентерія допитує Карлу.                                                     |    |                                                                       |             |                                                                  |                |
| 8 | 8  | «Мій чоловік — убивця?» «¿Mi esposo es un asesino?»                   | Камило Вега | Леонардо Падрон, Доріс Сегуї, Крістіан Хіменес, Карлос Е. Кастро | 20 квітня 2022 |
| Каміла сумнівається у своїх почуттях до Сімона, а також у ролі Закаріаса в пересадці серця, яку їй зробили. Саманта й Томас знову зустрічаються. Маріачі вистежує Карлу. |    |                                                                       |             |                                                                  |                |
| 9 | 9  | «Ми прийшли змінити твоє життя» «Estamos aquí para cambiarle la vida» | Камило Вега | Леонардо Падрон, Доріс Сегуї, Крістіан Хіменес, Карлос Е. Кастро | 20 квітня 2022 |
| Каміла розповідає Сімону про свої відкриття. Томас штовхає Саманту на величезний ризик. Сарм’єнто йде на рішучий крок, щоб підтримати кампанію Карденаса.                |    |                                                                       |             |                                                                  |                |
| 10 | 10 | «Страшна правда» «La terrible verdad»                                 | Камило Вега | Леонардо Падрон, Доріс Сегуї, Крістіан Хіменес, Карлос Е. Кастро | 20 квітня 2022 |
| Грета й Карденас відзначають весілля. Каміла готова на відчайдушні вчинки, щоб дізнатися правду про Закаріаса. Сімон удає з себе іншу людину.                            |    |                                                                       |             |                                                                  |                |
| 11 | 11 | «Інсайдер» «El infiltrado»                                            | Камило Вега | Леонардо Падрон, Доріс Сегуї, Крістіан Хіменес, Карлос Е. Кастро | 20 квітня 2022 |
| Маріачі дає Чеко перше завдання. Сімон усвідомлює, що віддалився від дітей через свою жагу помсти. Закаріас сперечається з Карденасом.                                   |    |                                                                       |             |                                                                  |                |
| 12 | 12 | «Шрам» «La cicatriz»                                                  | Камило Вега | Леонардо Падрон, Доріс Сегуї, Крістіан Хіменес, Карлос Е. Кастро | 20 квітня 2022 |
| Піддіавшись на вмовляння Грети, Карденас приймає рішення щодо Закаріаса. Шрам Каміли наштовхує Сімона на болісне відкриття.                                              |    |                                                                       |             |                                                                  |                |
| 13 | 13 | «Нова жертва» «La próxima víctima»                                    | Камило Вега | Леонардо Падрон, Доріс Сегуї, Крістіан Хіменес, Карлос Е. Кастро | 20 квітня 2022 |
| Коли Гарабато погрожує Саманті, вона вирушає на пошуки Томаса. Після відвертої розмови із Сімон, Каміла не може наважитися на наступний крок.                            |    |                                                                       |             |                                                                  |                |
| 14 | 14 | «Зізнання» «La confesión»                                             | Камило Вега | Леонардо Падрон, Доріс Сегуї, Крістіан Хіменес, Карлос Е. Кастро | 20 квітня 2022 |
| Каміла приймає важке рішення. Наступне завдання від Чеко веде Сімона до серця організації — і до моторошного відкриття.                                                  |    |                                                                       |             |                                                                  |                |

### Сезон 2 (2023)
| № | #  | Назва                                                | Режисер     | Сценарист                                                        | Перший ефір    |
| --- | -- | ---------------------------------------------------- | ----------- | ---------------------------------------------------------------- | -------------- |
| 15 | 1  | «Возз’єднання» «El reencuentro»                      | Камило Вега | Леонардо Падрон, Доріс Сегуї, Крістіан Хіменес, Карлос Е. Кастро | 19 квітня 2023 |
| Через півтора року після від’їзду з Колумбії мирному життю Каміли в Стамбулі настає край. Вона тікає до Мексики, де, як виявилося, живе Сімон.                              |    |                                                      |             |                                                                  |                |
| 16 | 2  | «Відчуй, через що я пройшов» «Ponte en mis zapatos»  | Камило Вега | Леонардо Падрон, Доріс Сегуї, Крістіан Хіменес, Карлос Е. Кастро | 19 квітня 2023 |
| Опинившись у пастці, Каміла вдається до відчайдушних і вкрай небезпечних заходів. Після розмови із Закаріасом життя Сімона дає тріщину.                                     |    |                                                      |             |                                                                  |                |
| 17 | 3  | «Ласкаво просимо до пекла» «Bienvenidos al infierno» | Камило Вега | Леонардо Падрон, Доріс Сегуї, Крістіан Хіменес, Карлос Е. Кастро | 19 квітня 2023 |
| Жорстокість Закаріаса не знає меж, Каміла робить несподівану пропозицію, а перед Сімоном постає важкий вибір.                                                               |    |                                                      |             |                                                                  |                |
| 18 | 4  | «Відчайдушне рішення» «Una solución desesperada»     | Камило Вега | Леонардо Падрон, Доріс Сегуї, Крістіан Хіменес, Карлос Е. Кастро | 19 квітня 2023 |
| Під час гарячої суперечки із Сарм’єнто Сімон присягається відновити справедливість. Вони з Томасом доводять, що готові піти на все заради Саманти.                          |    |                                                      |             |                                                                  |                |
| 19 | 5  | «Хаос» «El caos»                                     | Камило Вега | Леонардо Падрон, Доріс Сегуї, Крістіан Хіменес, Карлос Е. Кастро | 19 квітня 2023 |
| Нікі стає жертвою банди Маріачі. Грета погрожує Закаріасу. Після невдалого пограбування банку, яке набуває розголосу в ЗМІ, Сімон потрапляє в скрутне становище.            |    |                                                      |             |                                                                  |                |
| 20 | 6  | «Остання надія» «La última esperanza»                | Камило Вега | Леонардо Падрон, Доріс Сегуї, Крістіан Хіменес, Карлос Е. Кастро | 19 квітня 2023 |
| Саманта непритомніє. Стає зрозуміло, чому Сарм’єнто так шанує Закаріаса. Сімон отримує винагороду за свою мужність, але попереду чекає трагедія.                            |    |                                                      |             |                                                                  |                |
| 21 | 7  | «Жахливий вибір» «La terrible elección»              | Камило Вега | Леонардо Падрон, Доріс Сегуї, Крістіан Хіменес, Карлос Е. Кастро | 19 квітня 2023 |
| Камілу викрадають. Закаріас намагається підштовхнути Сімона до жахливого рішення, а Карденас встановлює термін, протягом якого Закаріас має розірвати зв’язки із Сарм’єнто. |    |                                                      |             |                                                                  |                |
| 22 | 8  | «Наввипередки із часом» «A contrarreloj»             | Камило Вега | Леонардо Падрон, Доріс Сегуї, Крістіан Хіменес, Карлос Е. Кастро | 19 квітня 2023 |
| Каміла благає маму про допомогу. Томас каже охоронцю, що поділиться інформацією, про яку Сімон мовчатиме, і мимоволі стає мішенню.                                          |    |                                                      |             |                                                                  |                |
| 23 | 9  | «Усе вийшло з-під контролю» «Fuera de control»       | Камило Вега | Леонардо Падрон, Доріс Сегуї, Крістіан Хіменес, Карлос Е. Кастро | 19 квітня 2023 |
| Втомлений Закаріас розмірковує, чи не втратив він контроль над ситуацією. Сімон і Томас прагнуть узяти все у свої руки. Лорена хоче скористатися станом Закаріаса.          |    |                                                      |             |                                                                  |                |
| 24 | 10 | «Спокута» «Expiación»                                | Камило Вега | Леонардо Падрон, Доріс Сегуї, Крістіан Хіменес, Карлос Е. Кастро | 19 квітня 2023 |
| Каміла накидається на Закаріаса, який каже Сарм’єнто закінчити справу. Результат приголомшує всіх, хто дізнається про їхній план.                                           |    |                                                      |             |                                                                  |                |